# Стокгольм-Сіті (станція)
59°19′52″ пн. ш. 18°03′34″ сх. д. / 59.33111111° пн. ш. 18.05944444° сх. д.

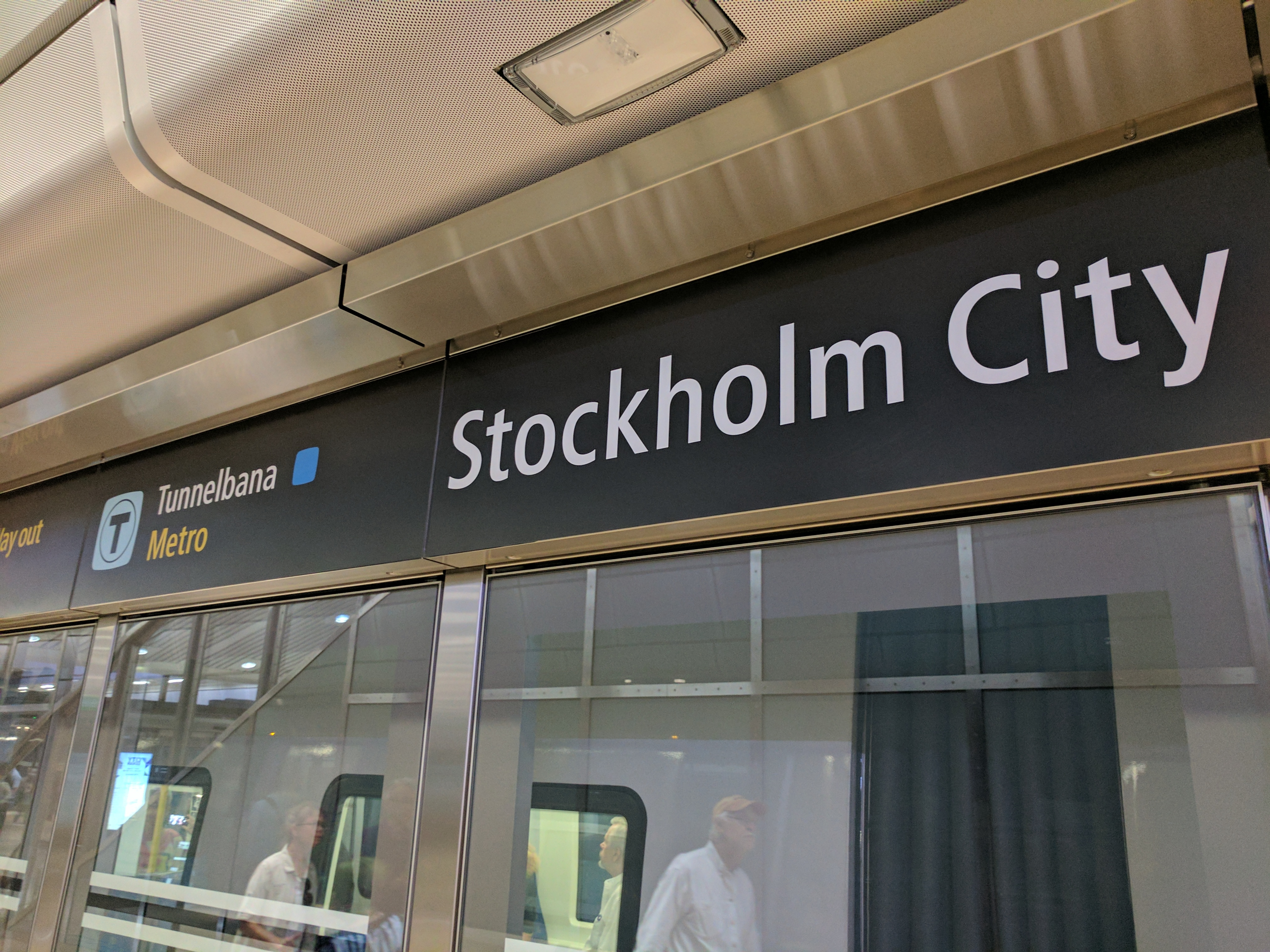
станція Стокгольм-Сіті

Стокгольм-Сіті (швед. Stockholm City) - залізнична станція у центрі Стокгольма, Швеція. Відкрита 10 липня 2017 року, станція розташована на залізниці Citybanan і безпосередньо під станцією Стокгольмського метро Т-Сентрален, є перехід на залізничну станцію Стокгольм-Центральний. Станція обслуговує всі поїзди Стокгольмської приміської залізниці. Це найзавантаженіша залізнична станція Швеції.
Станція має два входи, спільні зі станцією метро. Один вихід на Вазаплан з можливістю посадки на Арланда-Експрес, та метро, а інший - на Centralplan біля Scandic Continental. 
Глибина закладення станції — 40 метрів. Станція має дві острівні платформи та чотири колії. Платформи завдовжки 255 метрів. Станція закритого типу.